# Арбускулярна мікориза

Коренева бульба, заселена арбускулярним мікоризним грибом

Арбускулярна мікориза, везикулярно-арбускулярна мікориза (АМ, ВАМ) — один з типів мікоризи, що відноситься до ендомікорізи.
Симбіотичні відносини (мутуалізм) утворюються між переважною більшістю судинних рослин і грибками відділу Glomeromycota. Характеризуються проникненням гіфів гриба в міжклітинні простори рослини або всередину клітин, наявністю арбускул (густо розгалужених гіфів, що безпосередньо беруть участь в обміні речовиною) і позакореневих гіфів, на яких утворюються спори. Деякі з грибків також утворюють внутрішньокореневі везикули — здуття на гіфах, що наповнюються ліпідним розчином. Представники родів Gigaspora і Scutellospora утворюють везикули поза коренів.

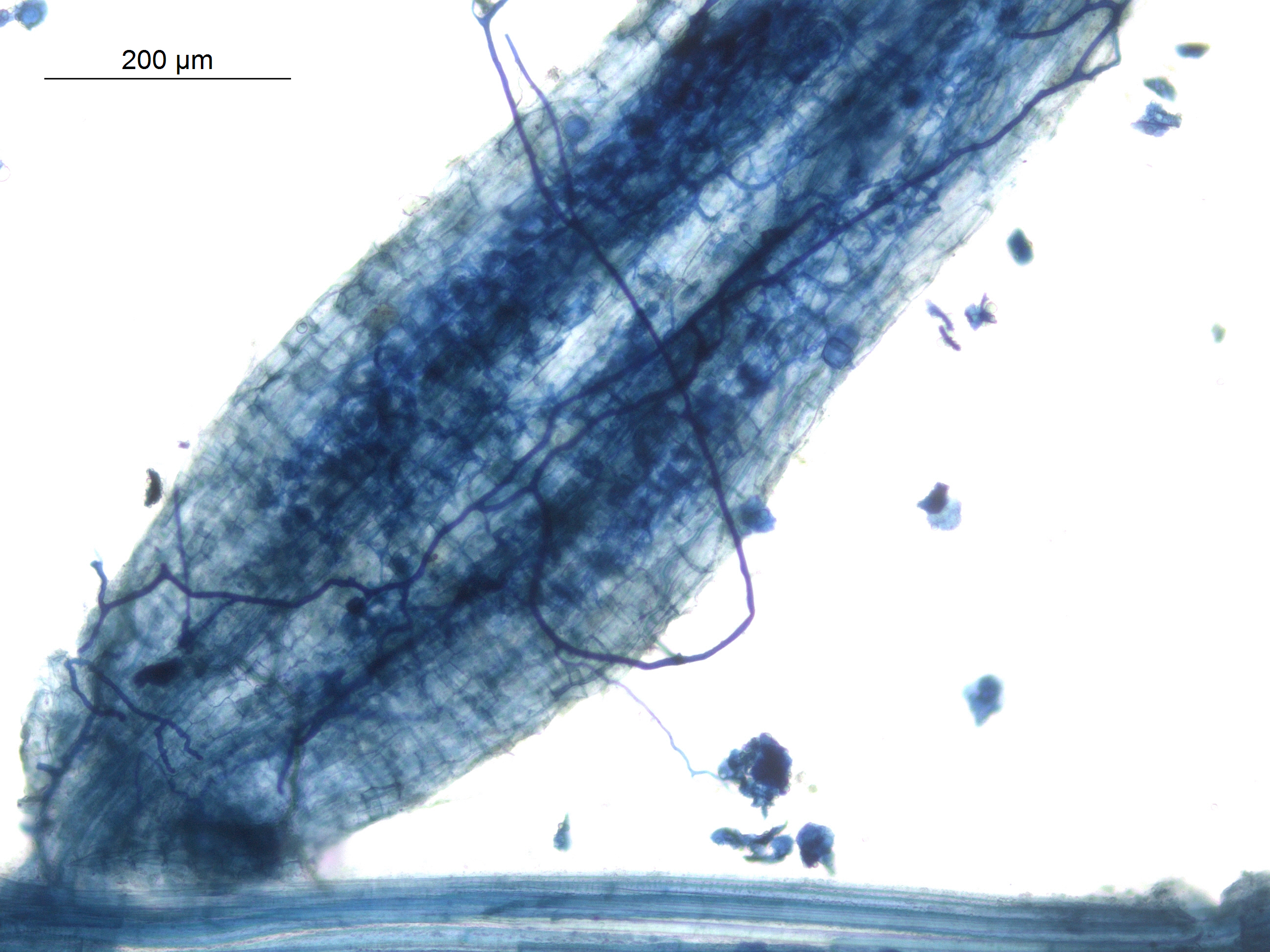
Арбускули та гіфи в корені Macrotyloma uniflorum

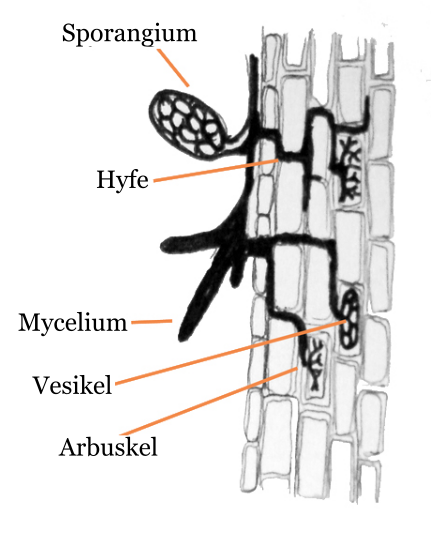
Арбускулярна мікориза, поперечний розріз

На відміну від ектомікоризи, при утворенні арбускулярної мікоризи не відбувається істотних змін кореневої системи рослини, виявити ендомікоризу можна тільки мікроскопічними методами. У деяких видів рослин при утворенні арбускулярної мікоризи коріння набуває жовтий колір.
Імовірно, 80 % усіх судинних рослин здатні до утворення арбускулярної мікоризи. Ця здатність також була виявлена і у деяких нижчих рослин. Серед винятків — більшість представників родин хрестоцвіті і лободові. Сліди арбускулярної мікоризи виявлено на скам'янілостях девонського періоду. Спори грибів, близьких за будовою до спор сучасних Glomeromycota, виявлено у відкладеннях часів ордовіка (460 млн років тому), що свідчить про ймовірне утворення арбускулярної мікоризи древніми несудинними рослинами.
Всі Glomeromycota — облігатні симбіотрофи, які отримують органічні сполуки тільки від рослин. Це робить неможливим культивування грибків окремо від культур коренів і серйозно ускладнює їх вивчення.

## Утворення
Після розпізнавання кореня рослини гіфи гриба інтенсивно гілкуються і формують аппрессорії на поверхні коренів або кореневих волосків, після чого гіфи проникають крізь клітини епідермісу.
Умовно виділяють Arum-тип і Paris-тип ВАМ в залежності від подальшої поведінки гіф гриба (за назвою родів Arum і Paris, у яких відповідний тип мікоризи було вперше виявлено). У даний час встановлено, що в дійсності вони утворюють безперервний ряд перехідних форм. При утворенні мікоризи Arum-типу гіфа гриба утворює кільце в клітці епідермісу або у першій клітині кортекса, потім переходить в міжклітинний простір кортекса. У Paris-типу гіфа переходить з клітини в клітину в кортексі, утворюючи безліч кілець.
При мікоризі Arum-типу на гіфах утворюються відгалуження, які проникають в клітини кортекса і інтенсивно гілкуються, утворюючи арбускули. У Paris-типу мікоризи арбускули утворюються на внутрішньоклітинних кільцях гіф. Через арбускули відбувається основний обмін речовиною між грибом і рослиною.

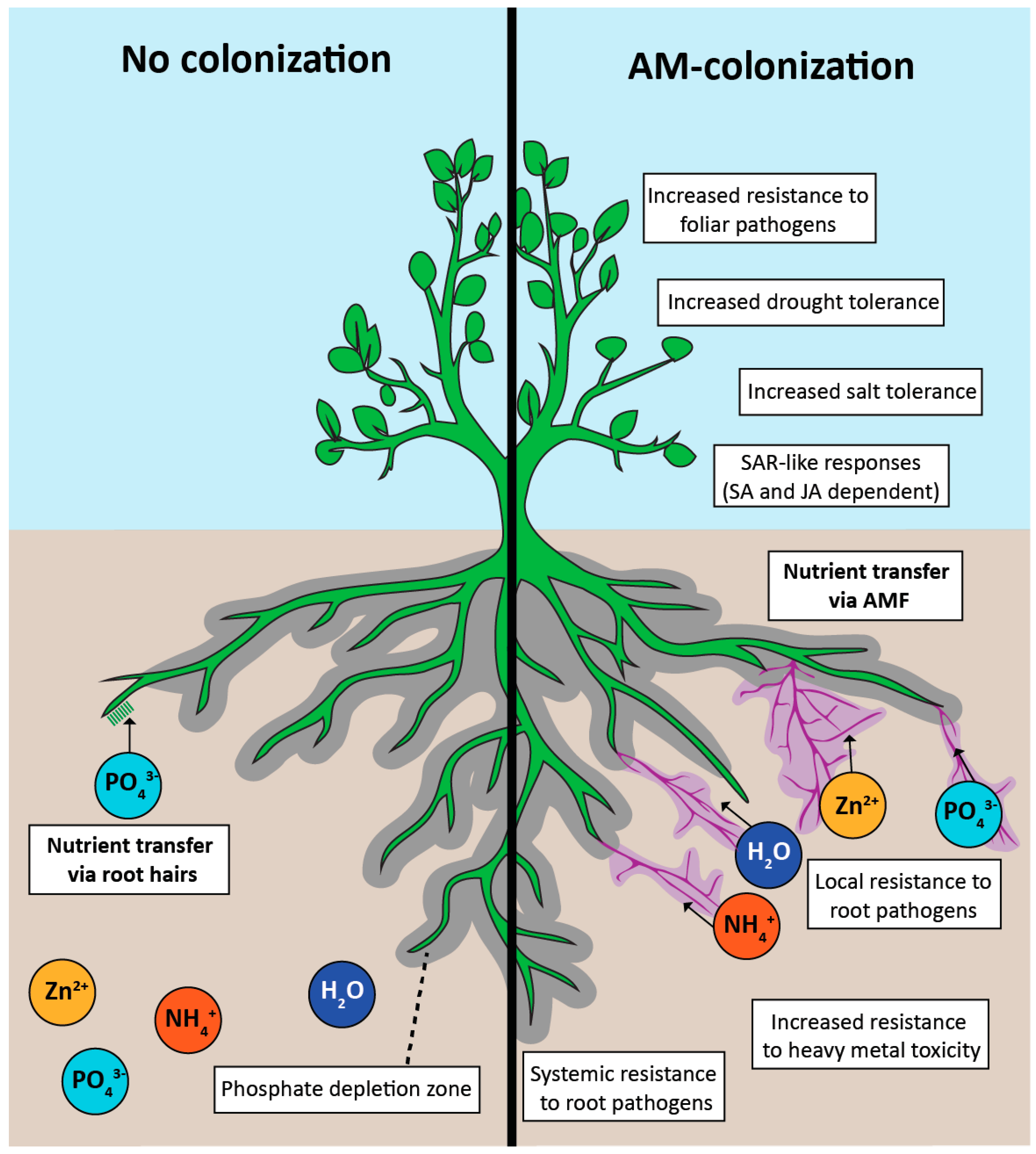
Позитивні ефекти арбускулярної мікоризної (АМ) колонізації

Везикули можуть утворюватися з кінцевих клітин гіф або з бічних відгалужень, всередині клітин рослини або у міжклітинному просторі. Їх утворення починається після утворення арбускул, що може свідчити про необхідність отримання грибом певних органічних речовин для їх утворення. Клітина, що перетворюється у везикулу, розростається, відбуваються зміни в цитоплазмі і клітинній стінці. Везикули наповнюються ліпідною речовиною, в них зазвичай безліч ядер, іноді зустрічаються ендосимбіотичні бактерії.
Позакореневий міцелій гриба служить головним чином для захоплення і доставки до рослини різних поживних елементів, наприклад, фосфору. Гіфи гриба здатні впливати на рівень pH у займаних мікрозонах, впливаючи на рухливість поживних речовин. Також описано численні випадки утворення мікоризи одним міцелієм з різними рослинами і обміну речовиною між ними. Особливо цікаві такі «міцеліальні мости» між безхлорофільними гетеротрофними рослинами і фотосинтезуючими автотрофами. Зокрема, до утворення арбускулярної мікоризи здатні Arachnitis uniflora, 5 видів Voyria, Voyriella parviflora з тими ж видами, що і навколишні рослини. Однак використання безхлорофільними рослинами органічних речовин, які переносяться грибом від фотосинтезуючих рослин, на даний час не доведено.

## Дослідження та застосування
Арбускулярні мікоризні (АМ) гриби утворюють симбіотичні асоціації з корінням більшості наземних рослин, і їх застосування в різних галузях науки та сільського господарства справді є перспективним. Ось деякі з найбільш перспективних застосувань і наукових розробок, пов’язаних з арбускулярною мікоризою:

### Рослинництво та сільське господарство
- Покращене засвоєння поживних речовин: AM гриби покращують поглинання рослинами основних поживних речовин, таких як фосфор і мікроелементи. Це може призвести до підвищення врожайності та зменшення використання добрив. Колонізація АМ-гриабми покращує продуктивність росту рослин, морфологію кореня[2] та рівень поживних речовин у листі, що може значно збільшити площу контакту корінь-ґрунт.[3] Гіфи АМ-грибів, що знаходяться за межами кореневища рослин можуть досягати об’єму ґрунту за межами зони виснаження поживними речовинами та водою коренів і можуть поширюватися до 8 см від поверхні кореня, а 1 г ґрунту містить до 200 м гіф грибів.[4][5] Це значно збільшує площу поверхні для поглинання нерухомих поживних речовин, зокрема фосфору (P), азоту (N) і міді (Cu).[6] Крім того, гіфи грибів набагато тонші за коріння і тому здатні проникати в менші пори та витягувати воду в сухих умовах.[7] АМ-гриби здатні витягувати й асимілювати ґрунтовий фосфор із недоступних для рослин форм, таких як ДНК або фосфор, зв’язаний із мінеральними частинками.[8] Гіфальна мережа АМ-грибів також здатна поглинати калій (K) та інші важливі мікроелементи, такі як Mg, Zn, Cu, Ca, S, Na, Mn, B, Mo, Fe, Al та Si, необхідні для росту рослин[9]. Мікоризне зараження посилює ріст рослин за рахунок збільшення поглинання поживних речовин і значної системи доставки P (80%), Cu (60%), N (25%), Zn (25%) і K (10%) через збільшення поглинаючої поверхні області, шляхом використання обмежено доступних джерел поживних речовин або шляхом виведення хелатних сполук або екзоферментів.[6]
- Здоров’я та родючість ґрунту: Наявність АМ-грибів у ґрунті може покращити структуру ґрунту, збільшити вміст органічної речовини та зменшити ерозію ґрунту. Це сприяє стійкій і здоровій сільськогосподарській практиці.[10] Колонізація АМ-грибів може викликати кількісні та якісні зміни кореневих ексудатів і згодом змінювати структуру мікробного співтовариства ризосфери.[11] Зокрема, гіфи міцелію забезпечують прямий шлях для транслокації вуглецю, отриманого фотосинтезом рослин, до мікромісць у ґрунті та збільшення площі поверхні для взаємодії з іншими мікроорганізмами.[12] Це посилює синергетичну взаємодію ґрунтових мікроорганізмів, таку як фіксація азоту, солюбілізація фосфору та виробництво фітогормонів, сидерофорів та природніх антибіотиків[13], що дозволяє зменшити внесення хімічних добрив азотом і фосфором на 10–25%[14][15], що призводить до кращого розвитку коренів. утворення бульбочок, поглинання поживних речовин і врожайність рослин [9].
- Стійкість культур до стресу: Нещодавно було чітко показано, що рослини, інокульовані АМ-грибами, можуть ефективно боротися з різними несприятливими біотичними та абіотичними факторами навколишнього середовища, такими як засолення, посуха, метаболічний стрес, лужний стрес, холодний стрес і екстремальні температури, і, таким чином, допомагають збільшити врожайність на гектар великої кількості сільськогосподарських культур і овочів.[16] АМ-гриби виробляють широкий спектр речовин, який слугує захистом для рослин, і, крім того, стимулюють вироблення власних вторинних метаболітів рослин з захисним ефектом.[6]
- Стале сільське господарство: Дослідження й використання АМ-грибів стимулює розвиток більш стійких сільськогосподарських методів, таких як органічне землеробство та зменшення використання хімічних добрив, які накопичуються у ґрунті і чим порушують баланс здорової екосистеми ґрунту.[17][18][19]

### Відновлення екосистем та біоремедіація
- Відновлення екосистем та середовища існування. Гриби АМ можна використовувати для відновлення деградованих екосистем, таких як місця видобутку корисних копалин або території, постраждалі від вирубки лісів, допомагаючи рослинам розвиватися та рости в складних умовах.[20][21][22][23]
- Відновлення біорізноманіття: у проектах відновлення AM гриби можуть допомогти у створенні місцевих видів рослин, сприяючи збереженню біорізноманіття.[24]

- Гриби AM можуть бути використані в зусиллях з біоремедіації для очищення забруднених ґрунтів. Вони можуть допомогти рослинам переносити і навіть накопичувати важкі метали, які потім можна зібрати та видалити з навколишнього середовища.[25][26][27]

### Фармацевтика та медицина
- Дослідження потенціалу AM грибів у фармацевтичній промисловості тривають. Вони можуть відігравати певну роль у виробництві біоактивних сполук або допомагати у вирощуванні лікарських рослин.[28][29]

### Екологія та пом'якшення зміни клімату
- Вивчення екології та фізіології грибів AM може дати уявлення про взаємодію рослин і мікробів, кругообіг поживних речовин в екосистемах і секвестрацію вуглецю[30][31][32] в ґрунтах. Гриби AM можуть сприяти поглинанню вуглецю в ґрунтах, допомагаючи пом’якшити наслідки зміни клімату шляхом зберігання вуглецю під землею.

### Дослідження мікробіома
- Розуміння ролі грибів AM у рослинних мікробіомах є зростаючою сферою досліджень, зокрема в метагеноміці, оскільки це може дати розуміння більш широких екологічних і функціональних наслідків цих симбіотичних відносин.[33]

## Додаткова література
- Periyasamy Panneerselvam, Pradeep Kumar Das Mohapatra, Amaresh Kumar Nayak, Debasis Mitra, Kulandaivelu Velmourougane, Sergio De Los Santos-Villalobos (2023). Arbuscular Mycorrhizal Fungi: For Nutrient, Abiotic and Biotic Stress Management in Rice. CRC Press, Taylor & Francis. ISBN 9781032406411.
- Ferrol, Nuria; Lanfranco, Luisa, ред. (2020). Arbuscular mycorrhizal fungi: methods and protocols. Methods in molecular biology. New York, NY: Humana Press, Springer Nature. ISBN 978-1-0716-0602-5.
- Souza, Tancredo (2015). Handbook of arbuscular mycorrhizal fungi. Cham Heidelberg New York: Springer. ISBN 978-3-319-24848-6.